# Psyco (software)
Psyco è stato un compilatore just-in-time per Python pre-2.7 il cui sviluppo è cessato nel dicembre 2011. Originariamente creato da Armin Rigo è stato poi mantenuto e sviluppato da Christian Tismer.
Psyco era disponibile per i sistemi operativi Linux, BSD, Mac OS X e Microsoft Windows che utilizzavano processori Intel compatibili a 32 bit. Psyco è stato scritto in C e generava solo codice basato su architettura x86 a 32 bit.
Il 17 luglio 2009, Christian Tismer, annunciò che stava lavorando a una seconda versione di Psyco che però non vide mai la luce. Un suo successivo annuncio, del 12 marzo 2012, dichiarò il progetto definitivamente "morto" e invitava gli utenti a migrare verso PyPy.
PyPy, a differenza di Psyco, incorpora un interprete e un compilatore in grado di generare codice in C migliorando così la sua compatibilità multipiattaforma.

## Miglioramento delle prestazioni
Psyco, in linea teorica, poteva incrementare sensibilmente la velocità delle applicazioni che richiedevano molta CPU (CPU-bound).  L'effettivo miglioramento (o peggioramento) delle prestazioni dipendeva molto dall'applicazione specifica e poteva variare da un leggero rallentamento a un incremento delle prestazioni fino a 100 volte.
Il miglioramento medio della prestazioni era generalmente compreso tra 1,5 e 4 volte, rendendo le prestazioni di Python vicine a quelle di linguaggi come Smalltalk e Scheme ma comunque sempre più lente rispetto a linguaggi compilati come Fortran, C o altri linguaggi JIT come C# e Java .

Uno dei punti di forza enfatizzati dal team di sviluppo di Psyco era la sua semplicità d'uso: l'ottimizzazione più elementare di Psyco richiedeva solo l'aggiunta di due righe all'inizio dello script:
```
import
 
psyco

psyco
.
full
()

```

La prima istruzione importava il mosulo "psyco" mentre la seconda andava ad ottimizzare il codice dell'intero script.
Grazie a questo approccio, Psyco, era di facile utilizzo e permetteva di ottenere miglioramenti delle prestazioni senza operare grandi modifiche al codice.